# Manovella
La manovella és un element d'un mecanisme de transmissió del moviment que consisteix en una barra fixada per un extrem i accionada per l'altra amb un moviment de rotació.
La manovella  és una peça normalment de ferro, composta de dues branques, una de les quals es fixa per un extrem a l'eix d'una màquina, d'una roda, etc. i l'altra es fa servir a manera de mànec que serveix per fer girar l'eix, la màquina o la roda. Pot servir també per efectuar la transformació inversa del moviment circular en moviment rectilini. Quan s'incorporen diverses manetes a un eix, aquest s'anomena cigonyal.
Una de les seves aplicacions és el mecanisme de biela-manovella extensament utilitzat en diverses màquines, fonamentalment per transformar el moviment alternatiu dels pistons d'un motor de combustió interna en moviment rotatori d'altres components.
L'equació d'equilibri d'una manovella és:
{\displaystyle M=F.D}
L'esforç que transmet una manovella compleix l'equació d'equilibri de les palanques, i es veu que en cada un dels costats de la igualtat s'obté un valor que resulta de multiplicar una força per la seva distància al punt de gir. Aquest procés s'anomena moment .

## Exemples
Els exemples més comuns inclouen:
Utilitzant les mans
- Mecànic maquineta
- Rodet de pesca i altres rodets per a cables, filferros, cordes, etc
- Finestra d'automòbil operada manualment
- El conjunt maneta que acciona un Trikke a través dels seus tiradors.

Utilitzant els peus
- El joc de pedals de bicicleta que converteix l'esforç de les cames en moviment, mitjançant els pedals.
- Pedal màquina de cosir

Motors
Gairebé tots els motors utilitzen manovelles per transformar la moviment d'anada i tornada dels pistons en moviment rotatiu. Les manovelles estan incorporades en forma de cigonyal

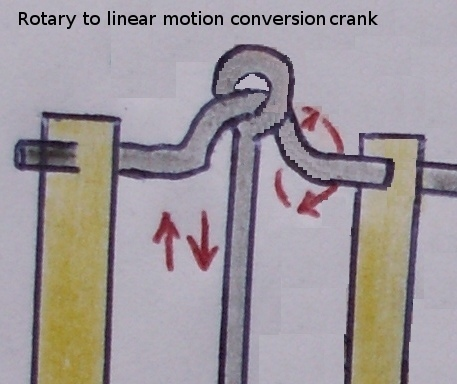
Una biela
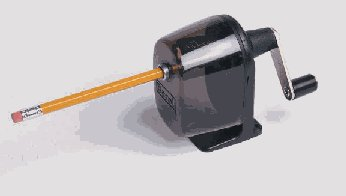
Manovella d'una maquineta de fer punta al llapis
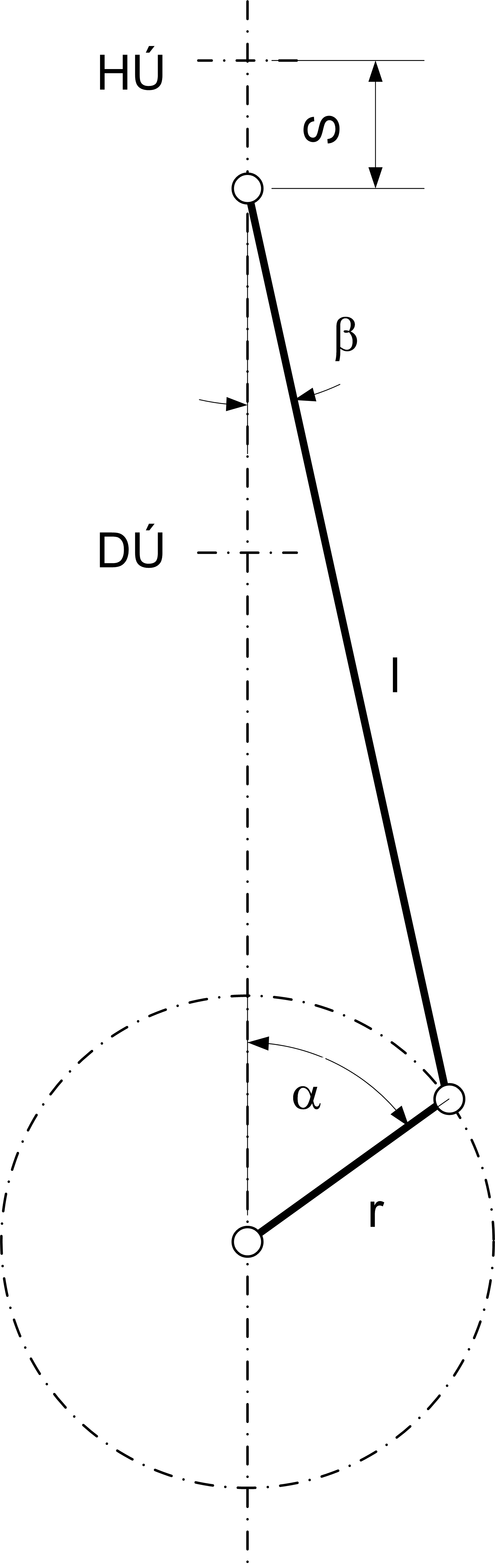
Principi de la manovella